# 닐스 엥달

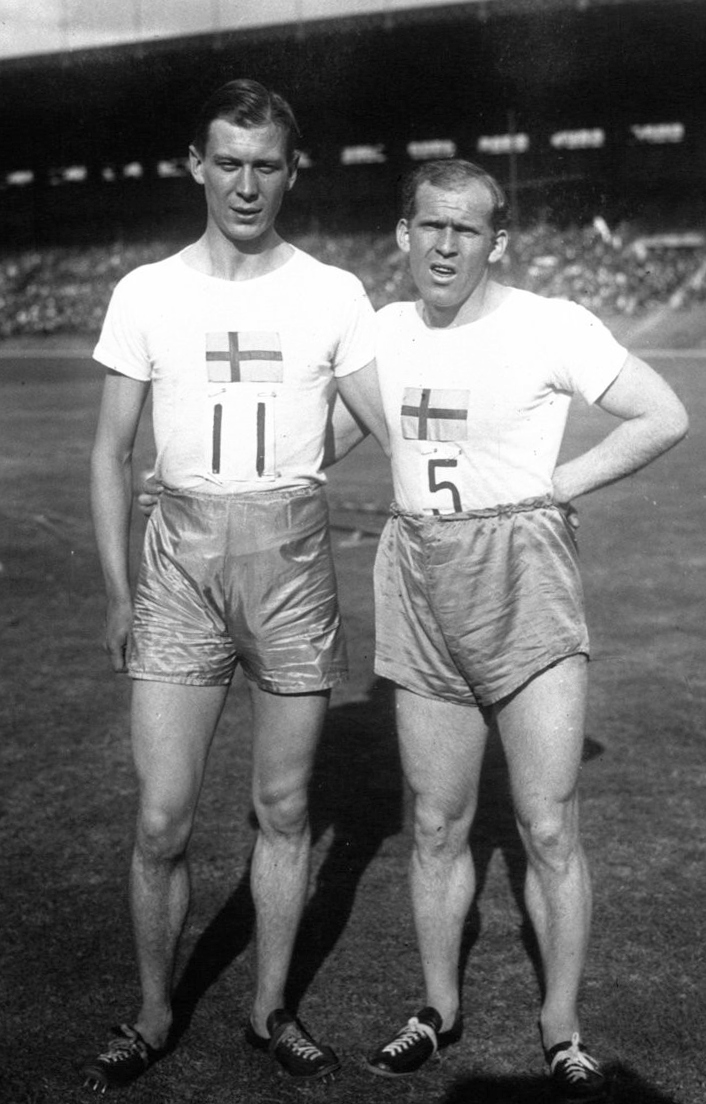
엥달(왼쪽)

닐스 엥달(Nils Engdahl, 1898년 11월 4일 – 1983년 9월 10일)은 1920년 하계 올림픽과 1924년 하계 올림픽에 총 6개의 100~800m 종목에 출전한 스웨덴의 육상 선수였다. 400m 계주에서 최고의 성적을 거두었고, 그의 팀은 1920년과 1924년에 각각 5위와 2위를 차지했다. 1920년 400m에서 개인적으로 동메달을 획득했다.
형제 빌헬름 "윌" 엥달과 함께 닐스 엥달은 IFK 스톡홀름에서 축구를 한 후 1917년에 육상 선수로 전향했다. 1920년부터 1935년까지 그는 200m에서 스웨덴 기록을 보유했고, 1918년부터 1934년까지 400m에서 스웨덴 기록을 보유했다. 1918년부터 1927년까지 그는 100m에서 4번, 200m에서 6번, 400m에서 6번의 국내 타이틀을 획득했다. 3년 연속 100~400m 거리를 달리는 스웨덴 최고의 육상 선수였다. 또한 1937년까지 야르바 IS에서 밴디 연주를 했다. 나중에 올림픽 다이버 시그네 요한슨과 결혼했다.